# Landone di Gaeta
Landone (fl. XI secolo) è stato brevemente duca di Gaeta nel 1064-1065.

## Biografia
Landone di Gaeta viene nominato duca da Riccardo I e suo figlio Giordano I, co-principi di Capua, dopo la rivolta guidata da Guglielmo di Montreuil, che aveva ripudiato la figlia di Riccardo per sposare Maria di Gaeta, vedova di Atenolfo I di Gaeta.
Landone dovrebbe probabilmente essere identificato con il conte Landone di Traetto, un fratello di Atenolfo II di Gaeta, che si ribella nel 1064 con suo figlio Pietro, suo fratello Atenolfo e Guglielmo. Lando si ritira a Roma, dove è ancora in vita nel 1093; in quell'epoca, lascia i suoi domini del ducato di Gaeta al monastero di Montecassino.